# Hugo Rohleder
Hugo Rohleder (* 10. September 1896 in Elberfeld; † 30. Juni 1988 in Kassel) war ein deutscher Maler, der seinen Lebensmittelpunkt in Kassel hatte. Er war Mitglied der Kasseler Sezession und schuf auch Kunst am Bau.

## Leben
Hugo Rohleder wurde 1896 im heutigen Wuppertaler Stadtteil Elberfeld geboren. Seine Jugend als Waisenkind bezeichnete er selbst als entbehrungsreich. Er absolvierte eine Lehre als Maler in seiner Heimatstadt. Im Ersten Weltkrieg wurde er schwer verwundet und besuchte von 1920 bis 1922 die Dortmunder Kunstgewerbeschule. Er wurde 1923 Student von Kay H. Nebel an der Kunstakademie Kassel. Nach dem Abschluss seines Studiums 1929, erhielt er 1933 bis 1939 ein Meisteratelier in der Kunstakademie als Stipendiat. Für das Olympische Dorf in Berlin schuf er 1936 zwei Wandbilder für das Haus Oldenburg.

### Werk
Seine Werke wurde als von Expressionismus und Neuer Sachlichkeit beeinflusst bezeichnet. Nach dem Zweiten Weltkrieg wandte er sich auch der Monotypie und Kleinplastik zu.  Neben zahlreichen Landschaften und Porträts in Öl, führte er mehrere Aufträge für künstlerische Baudekoration aus. Bekannt sind:
- drei Glasfenster in der Jakob-Grimm-Schule, 1954[5]
- Sgraffito in der Auefeldschule, 1957[6]
- Mosaik an einem Privathaus in Wilhelmshöhe, unbekannt[3]

Werke von Hugo Rohleder befinden sich in den öffentlichen Sammlungen der Neuen Galerie und dem Stadtmuseum Kassel.